# Köves László (labdarúgó)
Köves László (Szigetvár, 1944. október 4. – Kaposvár, 2011. április 19.) magyar labdarúgó, középpályás, edző.

## Pályafutása
A PVSK csapatában kezdte a labdarúgást. 1964-ben sorkatonai szolgálatra a Kaposvári Honvédhoz került. 1965 és 1966 között a Pécsi Dózsa labdarúgója volt. 1965. szeptember 26-án mutatkozott be az élvonalban a Ferencváros ellen, ahol csapata 5–2-es vereséget szenvedett. 1967-ben a Vasas igazolta le. Tagja volt a chilei Hexagonal torna győztes csapatának. 1968 és 1973 között ismét a Pécsi Dózsa együttesében szerepelt. 1973 nyarán a másodosztályú Kaposvári Rákóczi csapatához igazolt. Az első idényben második lett a csapattal, majd a következő szezonban bajnokok lettek és feljutottak az első osztályba, ahol már nem szerepelt mert 1975-ben sérülések miatt befejezte az aktív labdarúgást.
Edzőként 1983 és 1994 között a kaposvári Honvéd Táncsics katonacsapat munkáját irányította az NB II-ben és az NB III-ban.

## Sikerei, díjai
- Magyar bajnokság
  - 4.: 1967
- NB II
  - bajnok: 1973–74
  - 2.: 1974–75
- Magyar Sportért Emlékérem arany fokozata (2007)